# Campo Novo
Campo Novo este un oraș în Rio Grande do Sul (RS), Brazilia.